# Division I 1961-1962
La Division I 1961-1962 è stata la 59ª edizione della massima serie del campionato belga di calcio disputata tra il 2 settembre 1961 e il 6 maggio 1962 e conclusa con la vittoria del R.S.C. Anderlecht, al suo nono titolo.
Capocannoniere del torneo fu Jacques Stockman (Anderlecht), con 29 reti.

## Formula
Come nella stagione precedente le squadre partecipanti furono 16 e disputarono un turno di andata e ritorno per un totale di 30 partite.
Le ultime due classificate vennero retrocesse in Division 2.
La squadra campione fu ammessa alla Coppa dei Campioni 1962-1963 e un altro club venne iscritto alla Coppa delle Fiere 1962-1963.

## Classifica finale
|    | Classifica                  | G  | V  | N  | P  | GF | GS | Dif | Pt |
| -- | --------------------------- | -- | -- | -- | -- | -- | -- | --- | -- |
| 1  | Anderlecht                  | 30 | 21 | 7  | 2  | 75 | 29 | 46  | 49 |
| 2  | Standard Liegi              | 30 | 18 | 4  | 8  | 57 | 31 | 26  | 40 |
| 3  | Anversa                     | 30 | 15 | 10 | 5  | 67 | 43 | 24  | 40 |
| 4  | RFC Liégeois                | 30 | 13 | 10 | 7  | 34 | 24 | 10  | 36 |
| 5  | RFC Brugeois                | 30 | 13 | 9  | 8  | 41 | 34 | 7   | 35 |
| 6  | R. Daring Club de Bruxelles | 30 | 11 | 8  | 11 | 46 | 47 | -1  | 30 |
| 7  | ARA La Gantoise             | 30 | 11 | 7  | 12 | 41 | 48 | -7  | 29 |
| 8  | K. Sint-Truidense VV        | 30 | 9  | 9  | 12 | 50 | 45 | 5   | 27 |
| 9  | R. Beerschot AC             | 30 | 8  | 11 | 11 | 32 | 36 | -4  | 27 |
| 10 | Union Royale Saint-Gilloise | 30 | 10 | 6  | 14 | 36 | 39 | -3  | 26 |
| 11 | K. Lierse SK                | 30 | 10 | 6  | 14 | 49 | 58 | -9  | 26 |
| 12 | KFC Diest                   | 30 | 9  | 7  | 14 | 40 | 52 | -12 | 25 |
| 13 | Olympic Charleroi           | 30 | 8  | 9  | 13 | 37 | 39 | -2  | 25 |
| 14 | RCS Brugeois                | 30 | 9  | 6  | 15 | 39 | 64 | -25 | 24 |
| 15 | K. Waterschei SV Thor       | 30 | 8  | 8  | 14 | 43 | 61 | -18 | 24 |
| 16 | KSC Eendracht Aalst         | 30 | 6  | 5  | 19 | 25 | 62 | -37 | 17 |

### Verdetti
- RSC Anderlechtois campione del Belgio 1961-62.
- K. Waterschei SV Thor e KSC Eendracht Aalst retrocesse in Division II.